# なつな、もうすぐ月あかり
なつな、もうすぐ月あかり（なつな、もうすぐつきあかり）は、2021年4月6日から2021年12月28日まで西日本放送ラジオで放送されていたラジオ番組。

## 概要
これまで3年間にわたって放送されてきた『ラジオスローリー』の後番組として開始。毎週火曜日19時～20時の放送となる。パーソナリティには、RNCカレッジの卒業生で、フリーで活動している青木夏奈が務める。
2021年10月25日　静岡放送（SBSラジオ）で放送されている『ふくわうち』の企画である『ふくわうち ご当地グルメ全国制覇への道』へ電話出演した。
2021年12月28日　パーソナリティーである青木夏奈が月に帰ったた設定めため放送が終了した。

## コーナー
月あかりの不思議
　青木夏奈が疑問に思うことを研究していく
エモソン
　エモいソングの略。歌詞に込められた思いやクセになる良さを紹介する
南国行って、ココナッツジュースのも。
　一度行ってみたい南国について紹介する
Radio Drama
　青木夏奈のわがままをかなえるコーナー
ナツナリウム

## パーソナリティ
- 青木夏奈

## 放送時間
- 火曜日　19:00 - 20:00